# Vladimir Mahovlić
Vladimir Mahovlić (1932. – Zagreb, 20. veljače 2007.), hrvatski televizijski i radijski voditelj.
Predstavnik je zagrebačke spikerske škole. Dugi niz godina bio je radijski i televizijski voditelj od 1959. do 1991. Vodio je informativne emisije tadašnjeg TV Zagreba, izravne prijenose svečanosti i kulturnih događanja, sinkronizirao je brojne dokumentarne filmove. Podučavao je nove generacije voditelja i novinara na Hrvatskom radiju, pravilnom jeziku i govoru. Bio je i međunarodni košarkaški sudac i predavač na sarajevskom Fakultetu za fizičku kuturu. 